# Sea Towers
Der Sea Towers in Gdynia ist ein zweiteiliges Hochhaus in Polen. Er wurde in den Jahren von 2006 bis 2009 erbaut. Die Dachhöhe beträgt 125,4 m und die Gesamthöhe 141,6 m. Auf der 38. Etage gibt es einen öffentlich zugänglichen Aussichtspunkt.

## Technische Daten
Der Sky Tower Komplex besteht aus:
- Hochhaus 1  – 141,6 m; Dachhöhe 125,4 m
- Hochhaus 2  – 91 m

## Nachweise
- Homepage des Investors